# Arrakis
Mu Draconis (μ Dra / μ Draconis) è una stella binaria della costellazione del Dragone. È anche conosciuta come Arrakis, dall'arabo ar-raqiş.

## Etimologia
Mu Draconis è anche nota con il nome di Arrakis (talvolta scritto anche Alrakis o Errakis), derivato dall'arabo ar-raqiş (il danzatore) o al-Rāqiṣ, (il cammello al trotto).

## Caratteristiche
Si tratta di un sistema binario, i cui componenti sono due stelle pressoché identiche che orbitano a una distanza media di 109 U.A. con un periodo orbitale di 672 anni . Ciascuna stella è di tipo spettrale F7V  e di magnitudine apparente 5,8. La magnitudine totale del sistema è pari a 4,92. La distanza dalla Terra è di circa 88 anni luce.